# 9617 Ґрехемчапман
9617 Ґрехемчапман (9617 Grahamchapman) — астероїд головного поясу, відкритий 17 березня 1993 року.
Тіссеранів параметр щодо Юпітера — 3,631.